# Бершвіль
Бершвіль (нім. Bärschwil) — громада  в Швейцарії в кантоні Золотурн, округ Тірштайн.

## Географія
Громада розташована на відстані близько 50 км на північ від Берна, 21 км на північ від Золотурна.
Бершвіль має площу 11,2 км², з яких на 5% дозволяється будівництво (житлове та будівництво доріг), 41,4% використовуються в сільськогосподарських цілях, 53,2% зайнято лісами, 0,4% не є продуктивними (річки, льодовики або гори).

## Демографія
2019 року в громаді мешкало 801 особа (-7,3% порівняно з 2010 роком), іноземців було 9,9%. Густота населення становила 72 осіб/км².
За віковим діапазоном населення розподілялося таким чином: 16,6% — особи молодші 20 років, 58,1% — особи у віці 20—64 років, 25,3% — особи у віці 65 років та старші. Було 361 помешкання (у середньому 2,2 особи в помешканні).
Із загальної кількості 113 працюючих 43 було зайнятих в первинному секторі, 29 — в обробній промисловості, 41 — в галузі послуг.